# Blasphemy
Blasphemy — канадський блек-метал-гурт, заснований 1984-го року у Ванкувері. Blasphemy стали одним з перших гуртів цього напрямку та вплинули на наступні покоління блек-металістів.

## Історія
Blasphemy було утворено в 1984 році. Гурт випустив демо під назвою Blood Upon the Altar у 1989 році та свій дебютний альбом Fallen Angel of Doom наступного року через Wild Rags, звукозаписний лейбл, з яким вони підписали контракт під час туру по Сполучених Штатах.
Їхнім другим повноформатним студійним альбомом став Gods of War 1993 року, випущений Osmose Productions. У 1993 році Blasphemy також взяли участь у "Fuck Christ Tour" і гастролювали по Європі з Immortal і Rotting Christ .
Після цього Blasphemy призупинило діяльність на кілька років. В 1999 до гурту приєднався Райан Фьорстер. Концерт гурту у Ванкувері в липні 2001 року був випущений як концертний альбом під назвою Live Ritual – Friday the 13th у 2002 році.
Після цього гурт знову призупинив діляьність до 2009 року, коли дали два концерти один у Монреалі та один у Гельсінкі, на фестивалі Black Flames of Blasphemy, з Proclamation, Black Witchery, Revenge та Archgoat . У 2010 році Blasphemy став хедлайнером другої сцени фестивалю Nuclear War Now! у Німеччині.
У 2018 році гурт випустив відразу 4 демо-альбоми: Victory (Son of the Damned), Promo Tape, Promo Tape 2 і Blood upon the Soundspace, а у 2019 - ще один: Pro mo Tape 3.

## Склад
Поточні учасники
- Nocturnal Grave Desecrator and Black Winds – вокал, бас-гітара
- Caller of the Storms – гітара
- Deathlord of Abomination and War Apocalypse – гітара
- Three Black Hearts of Damnation and Impurity – ударні

Сесійні та концертні учасники
- V.K. – концертна та сесійна бас-гітара

Колишні учасники
- Ace Gestapo Necrosleezer and Vaginal Commands – бас-гітара
- Black Priest of 7 Satanic Rituals – гітара
- The Traditional Sodomizer of the Goddess of Perversity – гітара
- Bestial Savior of the Undead Legions – бас-гітара і бек-вокал

## Дискографія

### Студійні альбоми
- Fallen Angel of Doom .... (1990)
- Gods of War (1993)

### Концертні альбоми
- Live Ritual – Friday the 13th (2001)
- Desecration of São Paulo - Live in Brazilian Ritual Third Attack (2016)
- Desecration of Belo Horizonte: Live in Brazilian Ritual - Fifth Attack (2019)

### Демо альбоми
- Blood Upon the Altar (1989)
- Die Hard Rehearsal (2001)
- Victory (Son of the Damned) (2018)
- Promo Tape (2018)
- Promo Tape 2 (2018)
- Blood upon the Soundspace (2018)
- Promo Tape 3 (2019)

## Зовнішні посилання
- Blasphemy на Allmusic
- Blasphemy на Discogs
- Blasphemy на Encyclopaedia Metallum